# Tamo daleko
Tamo daleko – serbska pieśń ludowa. Powstała w 1916 na greckiej wyspie Korfu. Pieśń upamiętnia czyny bojowe armii serbskiej podczas I wojny światowej i tęsknotę żołnierzy za odległą ojczyzną. Stała się bardzo popularna wśród serbskich emigrantów wojennych. W serbskiej diasporze była postrzegana jako swoisty hymn narodowy, symbol serbskiej kultury i tożsamości narodowej. Zagrano ją m.in. na pogrzebie amerykańskiego inżyniera i wynalazcy serbskiego pochodzenia Nikoli Tesli w Nowym Jorku.
Pieśń wykonywana jest w metrum trójdzielnym, rozpoczyna się w tonacji molowej, po czym przechodzi w tonację durową, symbolizując nadzieję, a następnie powraca do tonacji molowej. 
Tożsamość autora i kompozytora piosenki pozostawała nieznana przez wiele dziesięcioleci. Według badań historyka Ranko Jakovljevicia autorem tekstu i kompozytorem muzyki był amatorski muzyk z miejscowości Korbovo, Đorđe Marinković, który po I wojnie światowej przeniósł się do Paryża, gdzie w 1922 zapewnił sobie prawa autorskie do utworu.
Tekst pieśni ma wiele wersji. W Jugosławii za rządów Josipa Broz Tity niektóre wersje tekstu były zabronione, ponieważ mogły odradzać i wzmacniać serbski nacjonalizm. Jednocześnie upowszechniano wersję pieśni dedykowaną Jugosłowiańskiej Armii Ludowej i Josipowi Broz Ticie.
W Polsce na melodię Tamo daleko śpiewa się harcerską pieśń Świetlany krzyż (Idziemy w jasną...).